# Kolimski zaljev (zapadni)
Kolimski zaljev (rus. Колымская Губа) je zaljev u Istočnosibirskom moru.
More u zaljevu je zaleđeno više od devet mjeseci svake godine i često je prepuno santi leda.

## Geografija
Otoci Kolesovski i Kolesovskaja Otmel nalaze se na izlazu iz zaljeva. Rukava Kolima rijeke Indigirka utječe u more u ovom zaljevu, po čemu je zaljev i dobio ime.
Kolimski zaljev ne treba miješati s većim Kolimskim zaljevom istočnije. Administrativno  pripada ruskoj republici Jakutiji.